# تی-۷۲
تانک تی-۷۲ یک تانک اصلی میدان نبرد است که تولید آن از اوایل دهه ۱۹۷۰ در شوروی آغاز شد. این تانک شباهت‌هایی با تانک قدیمی‌تر اما پیشرفته‌تر تی-۶۴ دارد. تی-۷۲ پس از تانک دیگر شوروی‌ها؛ تی-۵۴/۵۵ پرتیراژترین تانک تولیدشده پس از جنگ جهانی دوم است و در مجموع بیشتر از ۲۵ هزار دستگاه از آن ساخته شده و کماکان برای مشتریان خارجی تولید می‌شود که توسط ده‌ها کشور مورد استفاده قرار گرفته‌است. تانک تی-۹۰ مدل توسعه‌یافته تی-۷۲ و جدیدترین تانک ارتش روسیه محسوب می‌گردد. سلاح اصلی این تانک، یک قبضه توپ بدون خان کالیبر ۱۲۵ میلی‌متری از نوع ۲A46M است.

## پیدایش
تی-۶۴ که کمی قبل از تی-۷۲ به ارتش شوروی پیوسته بود را باید یکی از مدرن‌ترین تانک‌های زمان خود دانست. البته این تانک مشکلاتی در موتور و سیستم آتش خود داشت و هزینه ساخت آن به نسبت کاراییش زیاد بود. به همین جهت ارتش سرخ و نیروهای پیمان ورشو قادر نبودند با این تانک لشکرهای زرهی خود را نوسازی کنند. در سال ۱۹۶۷ موتور قدیمی وی-۴۶ تی-۶۴ با یک موتور جدید جایگزین شد و با اصلاح بخش‌های دیگر تانک جدیدی متولد گردید که تی-۷۲ نام گرفت. در فاصله سال‌های ۱۹۷۱ تا ۱۹۷۳ آزمایش‌های لازم بر روی این تانک صورت گرفت و پس از آن کارخانه چلیابینسک با توقف تولید تانک‌های تی-۶۲ و تی-۵۵ به تولید تانک جدید تی-۷۲ روی آورد.
Uralvagonzavod اولین نمونه را با توپ ۱۲۵ م م و موتور وی۴۵-ک در سال ۱۹۶۸ با نام شی ۱۷۲ تولید کرد. پس از انجام آزمایش‌های بسیار سخت بر روی تی-۶۴آ برای برطرف کردن یک سری مشکلات کوچک شی ۱۷۲ در سال ۱۹۷۰ از نوع طراحی شد. تولید سریالی شی ۱۷۲ در زمان صلح امکان‌پذیر نبود، در یک روند سیاسی غیر روشن حکم شماره۳۲۶–۱۱۳ ابلاغ شد، که اجازه تولید شی۱۷۲ را در اتحاد جماهیر شوروی از تاریخ ۱ دسامبر ۱۹۷۲ می‌داد و Uralvagonzavod را از تولید تی-۶۴ آ رها می‌کرد. دسته اول با نام شی۱۷۲ م ساخته شد و بعد از تغییراتی دوباره در سال ۱۹۷۳ مورد آزمایش قرار گرفت و این حکم به نام تی-۷۲ مورد موافقت قرار گرفت.
تی ۷۲ از بدو تولید مورد توجه و استقبال ارتش شوروی قرار گرفت. این تانک به جز کشورهای بلوک شرق در بسیاری از کشورهای جهان مورد استفاده قرار گرفت و در برخی کشورها تحت لیسانس ساخته می‌شود.

## تاریخچه تولید و توسعه
تی-۷۲ متداول‌ترین تانک دهه هفتاد در بین کشورهای پیمان ورشو بود. این تانک همچنین به کشورهای دیگری از جمله فنلاند، هند، ایران، عراق، سوریه و یوگسلاوی نیز صادر شد که در برخی از این کشورها تحت لیسانس یا بدون مجوز مونتاژ نیز می‌گردد. لهستان و چکسلواکی از جمله کشورهایی بودند که قبل از فروپاشی شوروی تی-۷۲ را در داخل خاک خود تولید می‌کردند. مدل بهینه‌سازی‌شدهٔ این تانک در یوگسلاوی با نام ام-۸۴ تولید می‌شد که در دهه ۸۰ صدها دستگاه از آن صادر گردید. چندین کشور به علاوه روسیه و اوکراین نیز تانک‌های تی-۷۲ خود را مورد نوسازی قرار داده‌اند که از آن جمله می‌توان به مدل پی‌تی-۹۱ ساخته شده در لهستان اشاره کرد. تانک تی۷۲ توسط صنعت دفاعی ایران نیز در حال تولید است.
لیزر مسافت‌یاب در حدود سال ۱۹۷۸ بر روی تانک نصب شد نمونه‌های قبلی دارای مسافت‌یاب نوری بودند که از آن‌ها در مسافت‌های کمتر از ۱۰۰۰ متر نمی‌شد استفاده کرد برخی نمونه‌های صادراتی تا سال ۱۹۸۵ فاقد مسافت‌یاب لیزری بود. در اواخر دهه ۱۹۸۰ زره تی-۷۲های شوروی با زره‌های واکنشی نیز پوشانده شد (همچنین برخی کشورهای تولیدکننده در نقاط دیگر دنیا).
در سال ۱۹۸۵ طراحی تی-۷۲ مورد بازنگری کلی قرار گرفت که در نتیجه آن زره تانک قطورتر شده و از موتور قویتری با قدرت ۸۴۰ اسب بخار در آن استفاده شد. سیستم کنترل آتش تانک نیز ارتقا یافت که به موجب آن تی-۷۲ قابلیت نصب و شلیک موشک‌های ضدتانک هدایت‌شونده را نیز پیدا کرد و به عنوان استاندارد، زره تمام تی-۷۲ها به زره‌های واکنشی نیز مجهز شدند.
با این تغییرات تی-۷۲ تقریباً تبدیل به تانکی قویتر از تانک تی-۸۰ شد که قیمت بالاتری داشت. تی-۷۲بی از معروفترین مدل‌های بهینه‌سازی سال ۱۹۸۵ بود. آخرین به روزرسانی تی-۷۲ به سال ۲۰۰۰ بازمی‌گردد که این تانک با مجهز شدن به دوربین حرارتی دید در شب و زره مقاوم در برابر اورانیوم ضعیف شده ارتقا یافت.
یکی از ویژگی‌های تانک تی-۷۲ قابلیت‌های جنگی کاملاً متفاوت مدل‌های اصلی و مدل‌های صادراتی آن است. در حالی‌که ارتش شوروی و کشورهای عضو پیمان ورشو و متحدین اصلی آن‌ها مدل‌های اصلی این تانک را دریافت می‌کردند. کشورهای دیگر (عمدتاً کشورهای خاورمیانه) تنها امکان خرید مدل‌های صادراتی بسیار نامرغوب‌تر آن را داشتند. تی-۷۲ام مدل صادراتی «تی-۷۲آ» و تی-۷۲اس مدل صادراتی «تی-۷۲بی» است که زره، سیستم کنترل آتش، تجهیزات هدف‌گیری و مهمات و گلوله‌های آن بسیار ضعیف‌تر از مدل‌های اصلی است. همچنین سیستم حفاظتی اتمی-میکروبی-شیمیایی در تی-۷۲ام وجود ندارد و در تی-۷۲اس بسیار ساده است. هدف اصلی از فروش مدل‌های نامرغوب به کشورهای دیگر معروف به «مدل میمون» که در دیگر سلاح‌های استراتژیک شوروی مثل تانک تی-۶۲، خودرو رزمی پیاده‌نظام ب‌ام‌پ-۱، جنگنده میگ-۲۳ و بمب‌افکن توپولف-۲۲ هم سابقه دارد، به اشتباه انداختن غربی‌ها در مورد قابلیت‌های جنگی سلاح‌های شوروی بود. جنگ ۱۹۹۱ خلیج فارس یکی از نبردهایی بود که تفاوت قابل توجه تی-۷۲های صادراتی با مدل‌های اصلی را نشان داد. در این جنگ قوای زرهی عراق که صدها تی-۷۲ام و تی-۷۲ تولید عراق معروف به «شیر بابل» را در اختیار داشت به‌طور کامل منهدم شد و تانک‌های تی-۷۲ علی‌رغم صدها دستگاه تلفات حتی نتوانستند به یک تانک ام۱ آبرامز آمریکایی یا چلنجر۱ انگلیسی آسیب جدی برسانند، در حالی‌که از نظر فنی توپ ۱۲۵ م‌م تی-۷۲ قدرت شکست هر تانک مدرنی را دارد.

## مدل‌ها

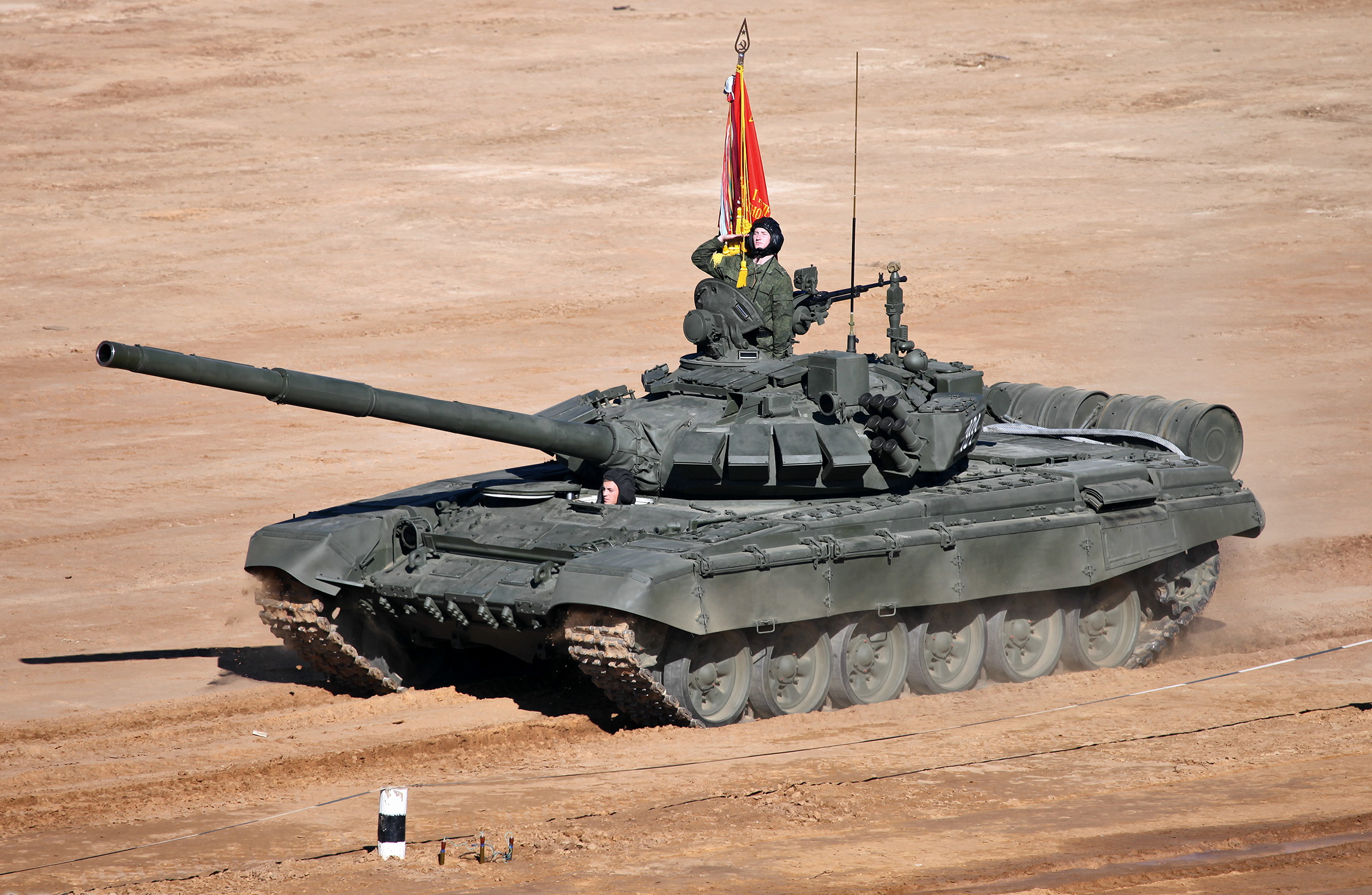
تی-۷۲ بی۳ روسیه

مدل‌های اصلی تی-۷۲ در اتحاد جماهیر شوروی سابق و روسیه تولید شده‌اند. حرف ک بیانگر تانک فرمانده می‌باشد مانند تی-۷۲ک و حرف وی بیانگر زره واکنشی می‌باشد مانند تی-۷۲ وی.
تی-۷۲ اورال (۱۹۷۳)
مدل پایه مجهز به یک توپ ۱۲۵ م م بی خان و فاصله یاب نوری.
تی-۷۲آ (۱۹۷۹)
اضافه شدن فاصله یاب لیزری و سیستم کنترل آتش الکترونیکی، جلو و بالای برجک با زره کامپوزیت به شدت تقویت شد، استاندارد نصب زره واکنشی، نارنجک‌اندازهای دود زا، زره‌های شناور نصب شده ب روی گل پخش کن‌ها، تغییرات داخلی.
تی-۷۲ ام

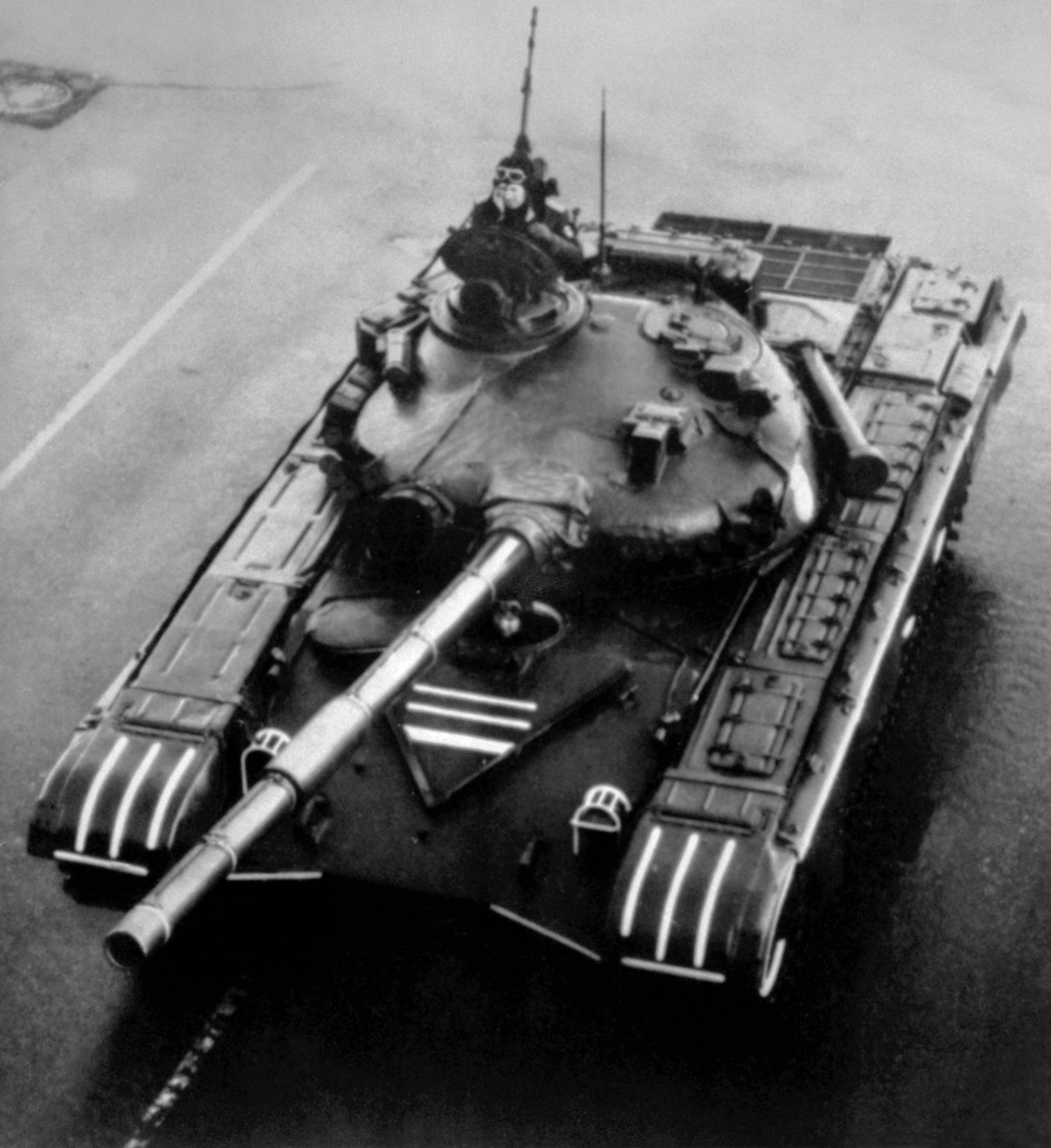
دارای زره کامپوزیت در جلوی برجک

نسخه صادراتی مدل میمون، شبیه نمونه آ اما فاقد زره کامپوزیت با سیستم تسلیحاتی کاهش داده شده مانند فقدان سیستم کنترل آتش.
تی-۷۲ اس
زره قوی تر، زره واکنشی، زره خنثی‌کننده، سیستم کنترل جدید و دیجیتال، سیستم کنترل آتش، مسافت‌یاب لیزری، بارگذار خودکار، مقاوم در برابر حملات هسته‌ای و شیمیایی و میکروبی.

## کاربران

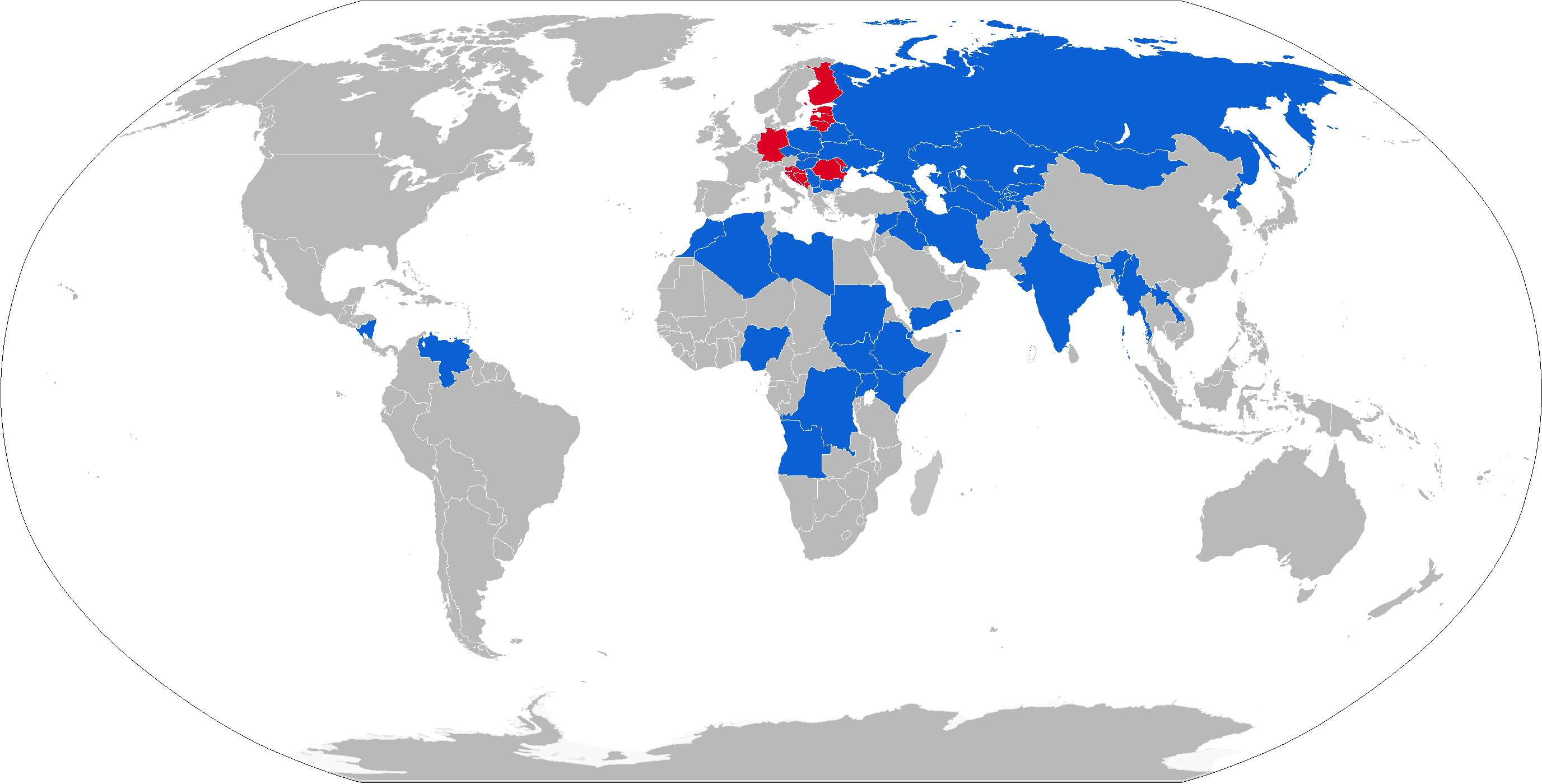
کاربران فعلی تی-۷۲ به رنگ آبی و کاربران سابق به رنگ قرمز

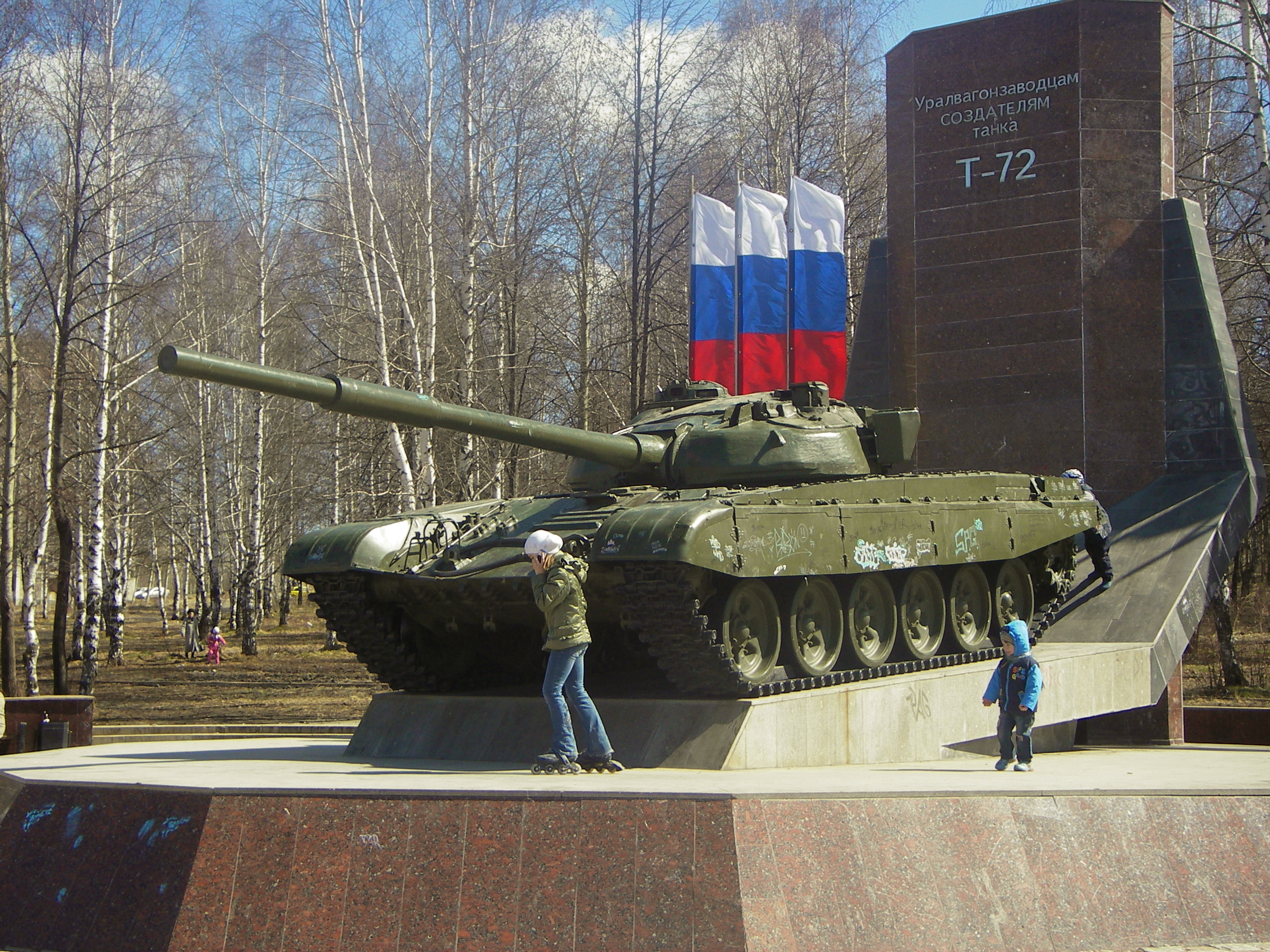
تی-۷۲ در روسیه

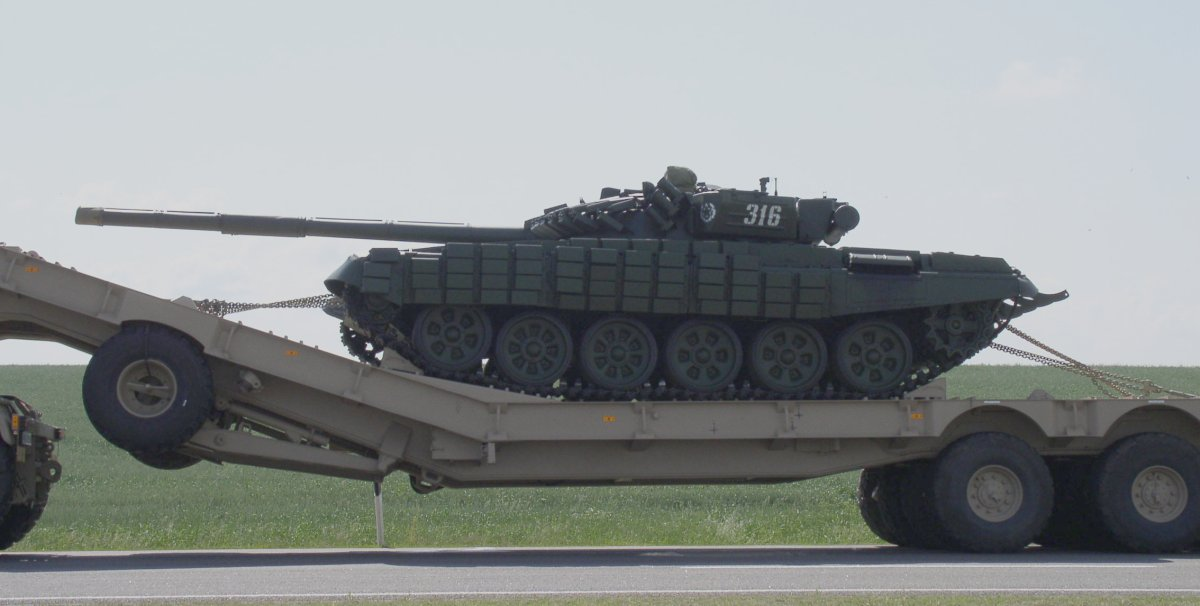
تی-۷۲بی ارتش بلاروس

### کاربران فعلی
- آبخاز ۴۰ دستگاه
- الجزایر ۵۰۰ دستگاه
- آنگولا ۲۲ دستگاه تی-۷۲ام۱ در سال ۱۹۹۹ از بلاروس خریداری شد.
- ارمنستان ۱۶۰ دستگاه
- جمهوری آذربایجان ۱۸۰ دستگاه تی-۷۲ آ و بی
- بلاروس ۱۴۶۵ دستگاه تی-۷۲بی
- بلغارستان ۱۶۰ دستگاه تی-۷۲ام۲ فعال و تعداد زیادی در ذخیره
- کوبا حدود ۵۰ دستگاه
- جمهوری چک
- جیبوتی ۴۰ دستگاه از یمن خریداری شد.
- اتیوپی ۵۰ دستگاه از یمن خریداری شد. ۲۰۰ دستگاه در سال ۲۰۱۱ به اوکراین سفارش داده شد.
- گرجستان
- مجارستان۱۹۵ دستگاه تی-۷۲ام و تی-۷ام۱ در سال ۲۰۰۸
- هند ۱۹۰۰ دستگاه تی-۷۲ام و تی-۷ام۱ در سال ۲۰۰۸
- ایران ۵۶۳ دستگاه که بیشتر آنها تی۷۲-اس هستند. (تعدادی خریداری و تعدادی در داخل ایران تولید می‌شود)[۵][۶]
- عراق ۱۸۰ عراده از نسخه‌های اولیه تانک تی-۷۲ در زمان صدام در اختیار ارتش عراق بود. تعداد زیادی از این تانک‌ها در جنگ خلیج فارس، بمباران‌های ۱۹۹۸ و عملیات اشغال عراق در ۲۰۰۳ از بین رفت. در سال ۲۰۰۹ ارتش جدید عراق تعداد ۱۲۰ دستگاه تانک از نیروهای ناتو دریافت کرد.[۷]
- قزاقستان ۹۸۰ دستگاه
- کنیا
- قرقیزستان ۲۱۵ دستگاه
- لیبی
- مقدونیه شمالی
- مراکش ۲۰۰ دستگاه
- میانمار ۱۳۹ دستگاه تی-۷۲اس
- کره شمالی
- لهستان
- روسیه ۱۲۰۰ دستگاه تی-۷۲ به صورت فعال و ۸۰۰۰ دستگاه ذخیره.
- اسلواکی ۳۳ دستگاه تی-۷۲ ام۱ که در سال ۲۰۱۱ از خدمت خارج شدند.
- سودان جنوبی
- اوستیای جنوبی ۱۰ دستگاه تی-۷۲ب که از گرجستان به غنیمت گرفته شد.
- سوریه ۱۶۰۰ عراده
- تاجیکستان ۴۴ عراده
- ترکمنستان ۷۰۲ عراده
- اوکراین ۱۱۸۰ عراده. بیشتر آن‌ها با تی-۸۰ و تی-۸۴ جایگزین شده و تعدادی در نیروهای ذخیره هستند.
- ازبکستان ۷۰ عراده
- ونزوئلا قرارداد خرید ۹۲ عراده تی-۷۲ از روسیه در سال ۲۰۰۹ به همراه موشک‌های دفاع هوایی اس-۳۰۰ امضا شد. ارزش قرارداد ۲٬۲ میلیارد دلار بود و به صورت وام بود. تانک‌های تی-۷۲ برای جایگزینی تانک‌های قدیمی آام‌ایکس-۳۰ فرانسوی خریداری شدند.[۸]
- ویتنام
- یمن

### کاربران سابق
- آلمان شرقی
- فنلاند
- آلمان
- شوروی
- رومانی
- یوگسلاوی

## عملیات‌ها
- ۱۹۷۹–۱۹۸۹ حمله شوروی به افغانستان
- ۱۹۸۰–۱۹۸۸ جنگ ایران و عراق
- ۱۹۸۲ جنگ‌های داخلی لبنان
- ۱۹۸۳– جنگ‌های داخلی سری لانگا
- ۱۹۸۶–۱۹۸۹ جنگ‌های جنوب آفریقا
- ۱۹۸۸–۱۹۹۴ جنگ قره باغ بین آذربایجان و ارمنستان

- ۱۹۸۸–۱۹۹۳ جنگ‌های داخلی گرجستان
  - ۱۹۹۱–۱۹۹۲ جنگ اوستیای جنوبی
  - ۱۹۹۲–۱۹۹۳ جنگ آبخازیا
- ۱۹۹۰–۱۹۹۱ جنگ خلیج فارس
- ۱۹۹۰–۲۰۰۲ جنگ‌های داخلی سیرالئون
- ۱۹۹۱–۲۰۰۱ جنگ‌های یوگسلاوی
  - ۱۹۹۱–۱۹۹۵ جنگ‌های استقلال کرواسی
  - ۱۹۹۸ جنگ‌های کوزوو
  - ۲۰۰۱ درگیری‌های مقدونیه
- ۱۹۹۴ درگیری‌های داخلی اوگاندا
- ۱۹۹۴–۱۹۹۹ جنگ‌های داخلی چچن

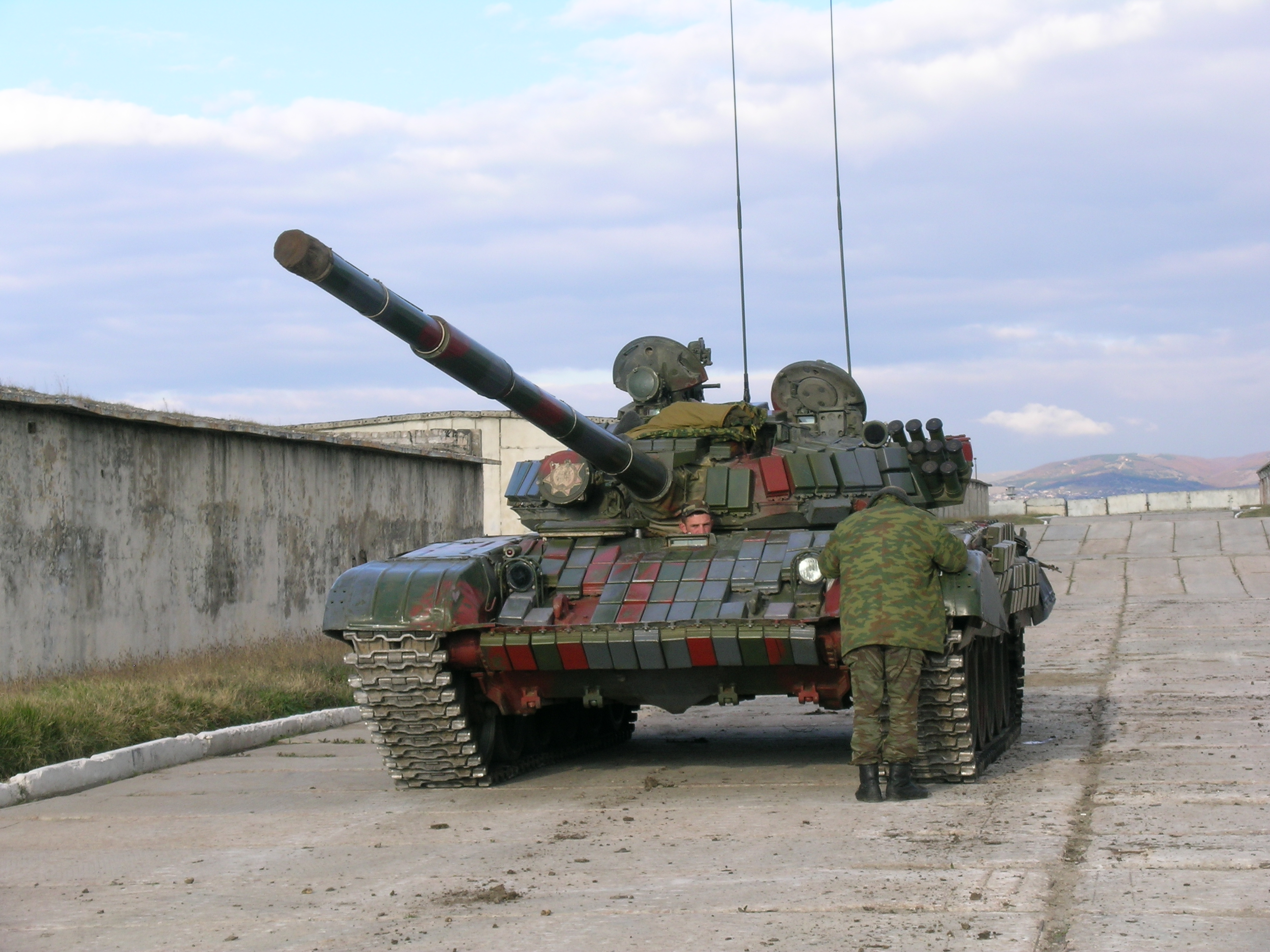
تانک تی-۷۲ بی گرجستان با زره واکنشی

- ۲۰۰۱ درگیری‌های مراکش در صحرای غربی
- ۲۰۰۳ اشغال عراق
- ۲۰۰۸ جنگ اوستیای جنوبی
- ۲۰۱۱ درگیری‌های داخلی لیبی علیه معمر قذافی
- ۲۰۱۴–تاکنون جنگ نیروهای امنیتی عراق با داعش به‌ویژه در آزادسازی موصل و جنگ داخلی سوریه
- ۲۰۲۲-تاکنون حمله روسیه به اوکراین